# Le Mans 66
Pour les articles homonymes, voir Le Mans (homonymie).
Pour plus de détails, voir Fiche technique et Distribution.

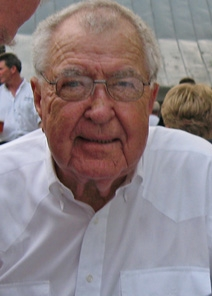
Carroll Shelby, ici en 2007, est incarné par Matt Damon.

Le Mans 66 ou Ford contre Ferrari  au Québec (Ford v Ferrari en VO) est un film américain réalisé par James Mangold, sorti en 2019.
Il s’agit de l'adaptation du livre Go Like Hell: Ford, Ferrari, and Their Battle for Speed and Glory at Le Mans d'A. J. Baime (2010).
Matt Damon joue le rôle de Carroll Shelby et Christian Bale interprète le pilote Ken Miles. Le patron de l'écurie Shelby American Inc. et son ami Ken développent la Ford GT 40, forts d'un budget important alloué par l'entreprise Ford pour essayer de briser l'hégémonie de Ferrari aux 24 Heures du Mans. La réussite est au rendez-vous lors de l'édition 1966 avec un triplé des voitures américaines. Mais pour Ken Miles, tout ne se passe pas comme prévu.

## Synopsis

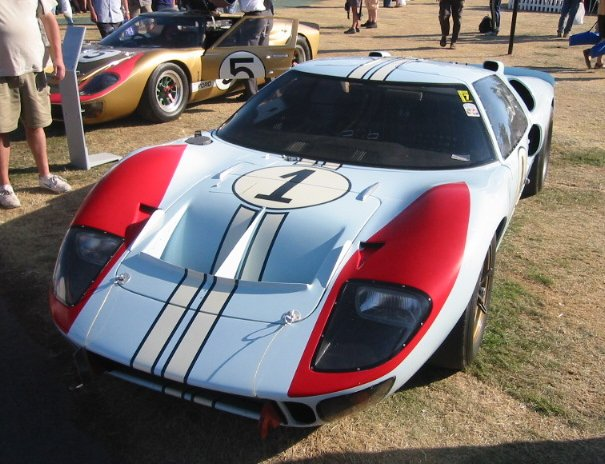
La Ford GT40 Mk II seconde des 24 Heures du Mans 1966.

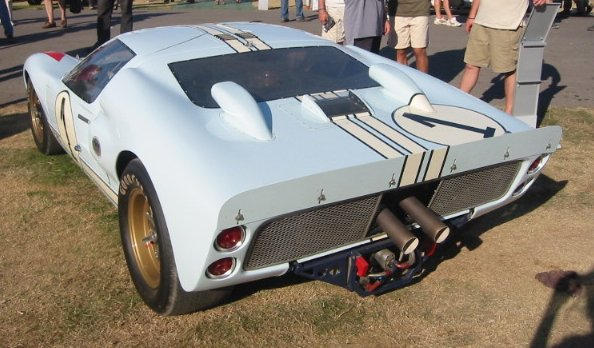
La même, vue de dos.

Au début des années 1960, la Ford Motor Company connaît des problèmes financiers. Petit-fils du fondateur de l'entreprise, Henry Ford II met alors la pression sur ses employés pour trouver des solutions. Lee Iacocca suggère alors de relancer la marque dans l'univers de la compétition automobile. Il est alors envisagé que Ford rachète Ferrari, qui  connaît également des problèmes financiers. Lee et plusieurs représentants de la société se rendent ainsi en Italie. Mais la rencontre avec Enzo Ferrari tourne au fiasco et c'est finalement Fiat et la famille Agnelli qui signent l'accord de rachat. Le « Commendatore » est même très insultant envers la marque américaine et son patron Henry Ford II. Ce dernier, piqué au vif, en fait alors une affaire personnelle. Ford décide alors de faire appel à Carroll Shelby, le seul Américain vainqueur des 24 Heures du Mans (en 1959), qui est devenu concessionnaire. Il est chargé de construire une voiture capable d'anéantir la suprématie de Ferrari aux 24 Heures du Mans. Carroll Shelby va ainsi développer la Ford GT40 Mk II avec l'aide de Ken Miles, un pilote britannique au caractère bien trempé qui ne plaît pas trop au sein de Ford. Ce dernier connaît également des soucis financiers et a dû fermer son garage.
Une première tentative a lieu au Mans lors de l'édition 1965 à laquelle la direction de Ford refuse que Ken Miles participe, au grand dam de Caroll Shelby. Les GT40 ne finissent pas la course. Shelby réussit cependant à convaincre Henry Ford II de poursuivre le programme en lui expliquant que son entreprise « a fait peur à Ferrari » en atteignant la meilleure vitesse dans la ligne droite des Hunaudières, à plus de 350 km/h. L'équipe de Shelby et Miles, qui, en plus d'être le pilote-essayeur, est également un talentueux mécanicien, se remet au travail afin de développer une machine plus stable et plus fiable. Pour les 24 Heures du Mans 1966, l'état-major de Ford met encore des bâtons dans les roues de Shelby qui veut faire courir Ken Miles. Il trouve une solution : si ce dernier remporte les 24 heures de Daytona, il pourra piloter la GT 40 Mk II dans la Sarthe. Ken Miles s'impose à Daytona, il gagne également les 12 heures de Sebring et décroche sa place au Mans au volant de la Ford N°1 en équipe avec Denny Hulme.
Lors de la course en France, Ken Miles commence par rencontrer des problèmes avec la porte de son bolide qui ne se referme pas après qu'il a couru vers lui et pris le départ. Au bout du premier tour, il rentre au stand pour régler le problème. Par la suite, Hulme et Miles prennent les commandes de la course, et sur la fin, Ken Miles, qui possède une belle avance, se voit demander par la direction de Ford de ralentir afin que les trois GT40 passent la ligne d'arrivée ensemble, le triplé faisant encore plus sensation à travers une image qui ferait le tour de monde. Miles s'exécute, les trois machines arrivent de front sur la ligne d'arrivée, la N°1 en avance d'un capot. Il pense avoir gagné mais la victoire ne lui revient pas... Comme l'équipe Bruce McLaren/Chris Amon s'est élancée de plus loin lors de la procédure de départ, elle a parcouru plus de distance ; elle est déclarée gagnante de cette édition.
Deux mois plus tard, en essais sur le circuit Riverside International Raceway au volant de la nouvelle Ford J destinée à remplacer la Mk II, Ken Miles rencontre un problème de freins, fait un tout droit à haute vitesse et se tue. Caroll Shelby pleure son ami. La GT40 conçue par Shelby et Miles remportera encore les 24 Heures du Mans en 1967, 1968 et 1969, et restera la seule voiture américaine à compter des victoires dans la Sarthe.

## Fiche technique
Sauf indication contraire, les informations mentionnées dans cette section peuvent être confirmées par la base de données cinématographiques IMDb,  présente dans la section « Liens externes ».
- Titre original : Ford v. Ferrari
- Titre français : Le Mans 66
- Titre québécois : Ford contre Ferrari[1]
- Réalisation : James Mangold
- Scénario : Jason Keller, Jez Butterworth et John-Henry Butterworth, d'après Go Like Hell: Ford, Ferrari, and Their Battle for Speed and Glory at Le Mans d'A. J. Baime
- Direction artistique : Maya Shimoguchi
- Décors : François Audouy
- Costumes : Daniel Orlandi
- Photographie : Phedon Papamichael
- Montage : Michael McCusker
- Musique : Marco Beltrami et Buck Sanders
- Production : Peter Chernin, Lucas Foster, James Mangold, Jenno Topping et Alex Young

Producteurs délégués : Dani Bernfeld, Kevin Halloran, Michael Mann et Adam Somner
- Sociétés de production : Chernin Entertainment ; 20th Century Fox (coproduction)
- Société de distribution : Walt Disney Studios Distribution (États-Unis, France)
- Budget : 97,6 millions de dollars
- Pays d'origine :  États-Unis
- Langue originale : anglais
- Format : couleur
- Genres : biographie, drame, sport
- Durée : 152 minutes
- Dates de sortie[2] :
  - États-Unis : 30 août 2019 (Festival du film de Telluride) ; 15 novembre 2019 (sortie nationale)
  - France : 13 novembre 2019
  - Québec : 15 novembre 2019[1]

## Distribution

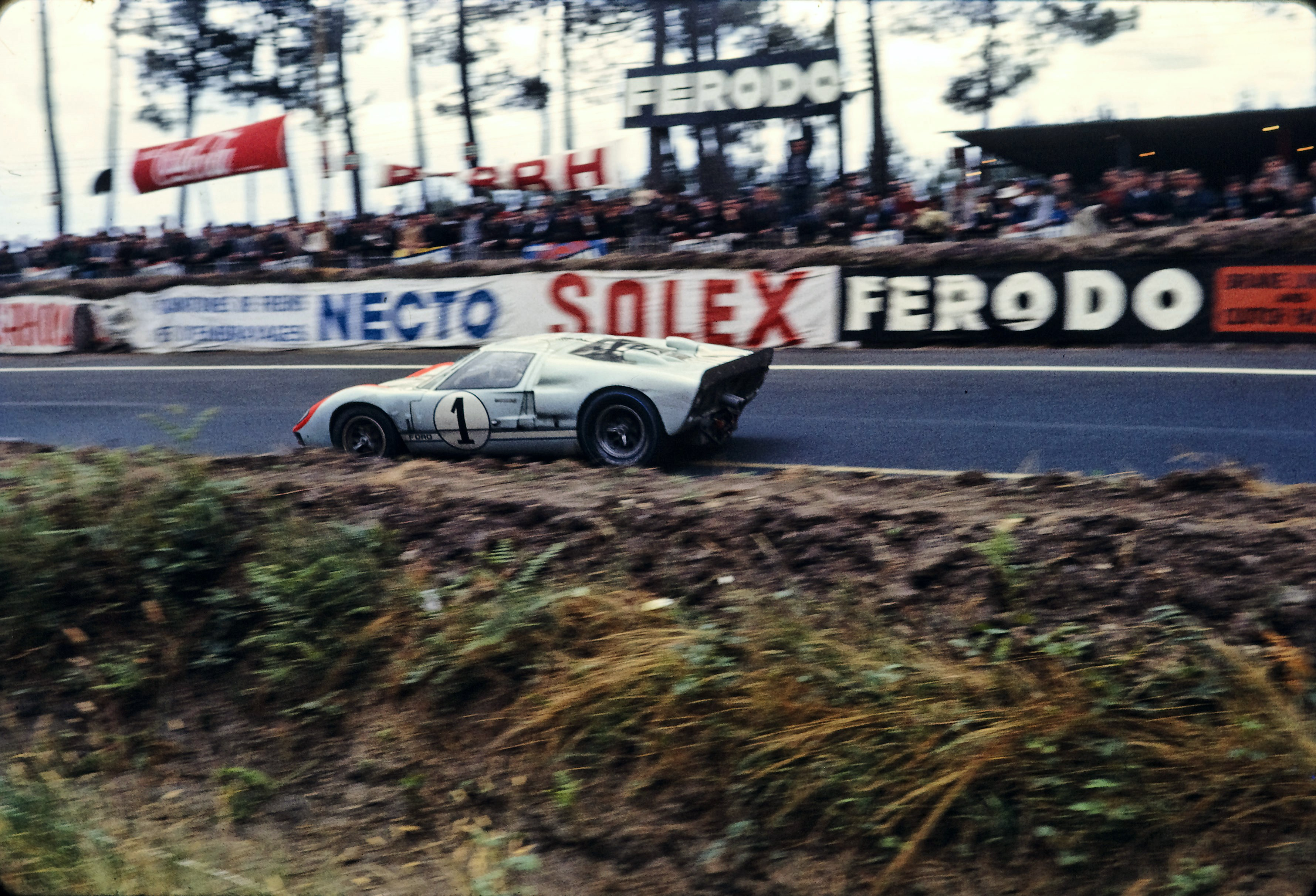
La GT40 n°1 aux 24 Heures du Mans 1966

- Matt Damon (VF : Damien Boisseau ; VQ : Gilbert Lachance) : Carroll Shelby
- Christian Bale (VF : Philippe Valmont ; VQ : Antoine Durand) : Ken Miles
- Jon Bernthal (VF : Jérôme Pauwels ; VQ : Frédérik Zacharek) : Lee Iacocca
- Caitriona Balfe (VF : Claire Tefnin ; VQ : Véronique Marchand) : Mollie Miles
- J. J. Feild : Roy Lunn
- Noah Jupe (VF : Timothé Vom Dorp) : Peter Miles
- Josh Lucas (VF : Axel Kiener ; VQ : Patrice Dubois) : Leo Beebe
- Ray McKinnon (VF : Bruno Magne ; VQ : Benoît Gouin) : Phil Remington
- Tracy Letts (VF : Jean-Pierre Bouvier ; VQ : Daniel Picard) : Henry Ford II
- Benjamin Rigby : Bruce McLaren
- Jack McMullen (VF : Hugo Brunswick ; VQ : Xavier Dolan) : Charlie Agapiou
- Remo Girone (VF : lui-même) : Enzo Ferrari
- Corrado Invernizzi (VF : Mathieu Buscatto) : Franco Gozzi
- Ian Harding  : Jimmy
- Wallace Langham (VF : Jérôme Keen) : Dr Granger
- Alex Gurney : Dan Gurney
- Jonathan LaPaglia : Eddie
  - Version française réalisée par la société de doublage Dubbing Brothers sous la direction artistique de Michel Derain
  - Adaptation française : Bruno Chevillard
  -  Source et légende : version française (VF) sur RS Doublage [3]
  -  Source et légende : version québécoise (VQ) sur Doublage.qc.ca [4]

## Production

### Genèse et développement

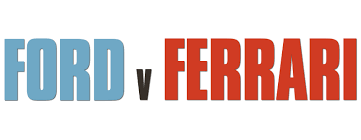
Logo original du film.

Un projet avait un temps été annoncé en 2013, avec Tom Cruise et Brad Pitt. En février 2018, il est annoncé que James Mangold réalisera un film sur la rivalité entre Ford et Ferrari au Mans en 1966, d'après un script des frères Jez Butterworth et John-Henry Butterworth.
Le scénario est inspiré du livre Go Like Hell : Ford, Ferrari, And Their Battle For Speed And Glory At Le Mans d'A. J. Baime, publié en 2010.

### Attribution des rôles

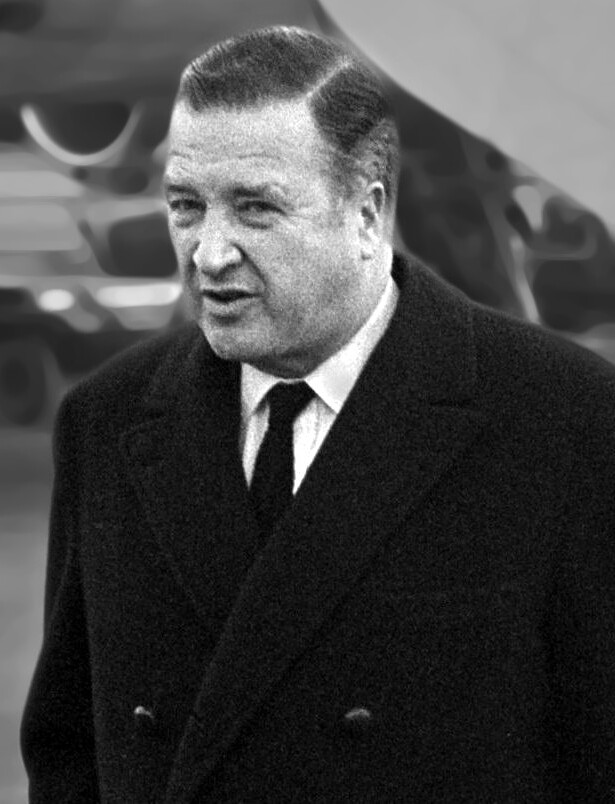
Henry Ford II est incarné à l'écran par Tracy Letts

En mai 2018, Caitriona Balfe, Jon Bernthal et Noah Jupe sont annoncés dans des rôles principaux,. Matt Damon est annoncé dans le rôle de Carroll Shelby en juin 2018.
Le pilote Dan Gurney est ici incarné par son propre fils, lui aussi pilote, Alex Gurney.

### Tournage
Le tournage débute en juillet 2018,. L'usine Ford légendaire de Dearborn, Ford River Rouge Complex, est recréée en partie dans une ancienne aciérie centenaire du centre de Los Angeles. Certains scènes se déroulant chez Ferrari sont tournées au Lanterman Developmental Center de Pomona (Californie). Certains passages de la course du Mans 1966 sont tournées dans diverses villes rurales de l'État de Géorgie. Le circuit Auto Club Speedway de Fontana (Californie) est utilisé pour les scènes au Daytona International Speedway.
Seules quelques scènes sont tournées en France, notamment au Mans (place du Cardinal Grente, place Saint-Michel, rue du Château etc.) ainsi qu'à Peille dans les Alpes-Maritimes.

### Musique

#### Original score
La musique originale du film est composée par Marco Beltrami et Buck Sanders. Marco Beltrami collabore pour la quatrième fois avec James Mangold, après 3 h 10 pour Yuma (2007), Wolverine : Le Combat de l'immortel (2013) et Logan (2017).
Liste des titres
1. Le Mans 66 (5:42)
2. Wide View (1:35)
3. Driving in the Rain (1:52)
4. Henry Ford the Second (0:44)
5. Ferrari Factory (1:35)
6. Iacocca's Idea (0:59)
7. Photos to Fiat (1:10)
8. 7000 RPM (1:28)
9. Willow Sprints (1:19)
10. Henry Ford's Revenge (1:00)
11. Thirty Minutes (0:51)
12. Miles Is Not a Ford Man (1:08)
13. Walk the Track (1:57)
14. Chasing Bandini (3:14)
15. Night Driving (2:27)
16. Miles Did It (1:11)
17. The Request / The Car Is Yours / Perfect Lap (4:36)
18. Team Player (3:20)
19. Crescent Wrench - Edit (1:47)
20. Le Mans 59 (1:33)

#### Original Soundtrack
Un autre album avec les chansons présentes dans le film est commercialisé.
Liste des titres
1. Polk Salad Annie (Ford V Ferrari Remix) - James Burton (3:26)
2. Money (That's What I Want) - The Kingsmen (2:19)
3. Have Love, Will Travel - The Sonics (2:38)
4. I Put a Spell on You - Nina Simone (2:36)
5. Une fille comme toi - Lucky Blondo (2:34)
6. Love's Gonna Live Here - Buck Owens (2:00)
7. Stranger in a Strange Land - The Byrds (3:05)
8. Le Mans 66 - Marco Beltrami & Buck Sanders (5:41)
9. Team Player - Marco Beltrami & Buck Sanders (3:17)
10. Crescent Wrench - Marco Beltrami & Buck Sanders (1:35)
11. Ace of Spades - Link Wray (2:18)
12. Dark Side - The Shadows of Knight (2:02)
13. Hipsville 29 B.C. (I Need Help) - The Sparkles (2:12)
14. Flyin Saucers Rock N Roll - Billy Lee Riley (2:04)
15. Shooting Star - Les Baxter (1:57)

## Accueil

### Critique
Le film reçoit des critiques globalement positives. Sur l'agrégateur américain Rotten Tomatoes, il récolte 92 % d'opinions favorables pour 357 critiques et une note moyenne de 7,75⁄10. Sur Metacritic, il obtient une note moyenne de 81⁄100 pour 47 critiques.
Le film est globalement très apprécié par la presse française. Il reçoit la moyenne de 4,4⁄5 sur Allociné pour 6187 avis.
Le Parisien a beaucoup aimé le film et dit que « Les deux comédiens principaux participent pleinement à cette grande victoire du septième art : Matt Damon tout en finesse dans le rôle de Shelby, Christian Bale déchaîné, entre répliques hilarantes et pétage de plombs dans celui de Miles. On vit sans cesse la course et ses à-côtés en leur compagnie : la classe à fond la caisse. »
L'Obs dit simplement que « Ce film est un bonheur. ». Le Monde, qui le classe dans les films « À voir », le considère comme « un chant du cygne d’une civilisation occidentale insoucieuse et pétroleuse, à l’heure où il faut remiser toute la panoplie au rang des accessoires sous peine de terminer grillés comme des saucisses de barbecue ».

### Box-office
| Pays ou région    | Box-office        | Date d'arrêt du box-office | Nombre de semaines |
| ----------------- | ----------------- | -------------------------- | ------------------ |
| États-Unis Canada | 117 624 357 $     | 19 mars 2020               | 18                 |
| France            | 1 138 077 entrées | 21 janvier 2020            | 10                 |
| Total mondial     | 225 508 210 $     | 19 mars 2020               | 18                 |

## Libertés avec la vérité historique
(septembre 2020).
Pour les besoins de la narration et afin d'accentuer la dramaturgie, en laissant notamment penser que l'exploit de la victoire a pu être réalisé grâce à deux héros en quelques mois, le film prend de nombreuses libertés avec la vérité historique.
- Dans la scène d'ouverture, les commentaires donnent l'impression que Shelby gagne seul les 24 Heures du Mans 1959 alors qu'il était en binôme avec Roy Salvadori.
- Lorsque Shelby est engagé par Ford, en sous-entendant qu'il est le seul Américain à avoir gagné au Mans, d'autres Américains ont en fait déjà été vainqueurs des 24 Heures du Mans précédemment. Luigi Chinetti, Italien naturalisé américain en 1946, a remporté l'édition 1949 sur Ferrari (il avait remporté deux autres éditions avant la Seconde Guerre mondiale sous drapeau italien). Phil Hill a également remporté trois éditions, toujours sur Ferrari : 1958, 1961, 1962. Shelby et son coéquipier britannique Roy Salvadori sont néanmoins les seuls pilotes à avoir gagné les 24 Heures sur une voiture autre que Ferrari pendant la période de suprématie de cette dernière, entre 1958 et 1965.
- Pour se rendre à la présentation de la Ford Mustang, Carrol Shelby réussit à convaincre le pilote de l'avion (un Beechcraft Model 18) qu'il peut prendre les commandes, car il pilotait des B-26 pendant la guerre. Il ne mentionne pas qu'il était instructeur et pilote d'essai sur Beechcraft Model 18.
- La conception de la Ford GT40 a débuté bien plus en amont que ne le laisse entendre le film. Carroll Shelby est associé au projet après 1964, alors que la Ford GT40 est non seulement largement en cours de développement (elle est basée à l'origine sur une voiture conçue par le Britannique Eric Broadley, propriétaire de Lola Cars, qui continue ensuite avec son équipe de faire évoluer le projet pour Ford), mais elle va également participer à de nombreuses courses avant celle racontée dans le film. Shelby a été nommé responsable du projet devant le manque de résultats. La participation de Ford au Mans en 1965 avec plusieurs voitures se soldera pourtant par un échec cinglant.
- Ken Miles n'a pas été empêché de concourir aux 24 Heures du Mans 1965 par la direction de Ford et contraint de suivre la course à la radio. Il avait bel et bien participé à cette édition en duo avec Bruce McLaren mais avait dû abandonner après 45 tours.
- Le passé militaire de Ken Miles est évoqué à deux reprises. La première fois, lors d'une conversation avec sa femme, ils sous-entendent que sa carrière a pris du retard en raison de sa participation à la Seconde Guerre mondiale (ce qui est vrai, dans le génie, puis dans les blindés). Or, toutes les courses automobiles étaient à l'arrêt pendant cette période et la majorité des pilotes de cette génération ont servi sous les drapeaux. Ensuite Shelby dit que Miles a sorti un char du sable le jour du débarquement, or il est arrivé en Normandie une semaine plus tard.
- Carroll Shelby n'a jamais emmené Henry Ford II dans sa voiture pour le convaincre d'accepter Ken Miles comme pilote. D'ailleurs, les réticences de Ford à propos de Ken Miles sont largement exagérées par rapport à la réalité.
- Durant les 24 Heures de Daytona 1966, Ken Miles n'a pas été bridé à 6 000 tours par minute comme indiqué dans le film et a remporté la course beaucoup plus facilement, avec huit tours d'avance, et non dans les derniers mètres.
- À l’arrivée des 24 Heures du Mans 1966, la Ford GT40 Mk II no 1 pilotée par Ken Miles n'a pas franchi la ligne en première mais en deuxième position. En effet, les trois Ford officielles, ayant réussi à se placer aux trois premières places, se sont regroupées à l’approche du dernier tour sur ordre du stand Ford afin que l'image finale soit plus impressionnante. Elles devaient cependant garder leurs positions respectives, avec en tête la no 1 qui avait mené jusque-là. Mais la décision des officiels de la course concernant le classement final était déjà connue. À la suite de la demande de Ford, les officiels avaient donné leur accord pour une arrivée groupée, en soulignant cependant que le classement, et donc la victoire officielle, seraient fonction de la distance parcourue, comme le stipulait le règlement. Cela privait la no 1 de la victoire, à cause de la distance entre les deux voitures sur la grille de départ, la no 1 ayant de fait parcouru quelques dizaines de mètres de moins que la no 2. Aussi, Ken Miles, qui avait joué un rôle important dans le développement de la voiture et dans sa préparation, de dépit devant les consignes de course de Ford, a-t-il volontairement levé le pied à quelques mètres de la ligne d'arrivée pour laisser passer la voiture qui devait être officiellement classée première.
- De plus, dans le film, l’arrivée se déroule sous un beau soleil, alors que dans la réalité, il pleuvait.
- Enzo Ferrari n'a pas assisté aux 24 Heures du Mans 1966 contrairement à ce qui est montré dans le film. Il n'assistait de toutes façons jamais aux courses, quelles qu'elles soient.
- Le rachat de Ferrari par Ford a bien été un projet au début des années 1960. Mais le film sous-entend qu'Enzo Ferrari a manipulé Ford pour faire monter les enchères, alors que Fiat n'a racheté Ferrari qu'en 1969, soit plusieurs années après les événements du film. Enzo Ferrari a refusé de vendre car il ne voulait pas se voir imposer ses choix sportifs par Ford.
- Carroll Shelby n’a jamais volé des chronomètres à la Scuderia Ferrari, contrairement à ce qui est raconté dans le film.
- Le détenteur du meilleur tour en course est Dan Gurney, de la Ford no 3, en 3 minutes, 30 secondes et 6 centièmes, qu'il établit dès le 39e tour.
- Ken Miles est présenté comme le seul pilote d'expérience de l'équipe. Si son palmarès plaide en sa faveur, le film minimise le rôle des autres pilotes pourtant mondialement connus : Denny Hulme, Bruce McLaren et Chris Amon.
- Le film exagère la lutte avec Bandini, vainqueur en 1963.
- L'incident de la portière de la Ford de Ken Miles qui ne se ferme pas au départ de la course semble avoir été inspiré de la mésaventure arrivée à Willy Mairesse lors de l’édition de 1968.

## Distinctions principales
Source et distinctions complètes : Internet Movie Database

### Récompenses
- BAFTA 2020 : meilleur montage
- Oscars 2020 : meilleur montage et meilleur montage de son
- Satellite Awards 2020 : meilleur film dramatique, meilleur réalisateur pour James Mangold, meilleur acteur dans un film dramatique pour Christian Bale, meilleur montage et meilleur son

### Nominations
- Golden Globes 2020 : meilleur acteur dans un film dramatique pour Christian Bale
- Oscars 2020 : meilleur film, meilleur mixage de son
- BAFTA 2020 : meilleure photographie et meilleur son
- Satellite Awards 2020 : meilleur scénario original, meilleurs décors, meilleure photographie, meilleurs effets visuels et meilleure musique